# Акопов, Рафаэль Арамович
Рафаэль Арамович Акопов (1 августа 1939, Тбилиси, СССР — 25 июля 2010, Москва, Российская Федерация) — советский и российский художник-живописец, художник-график и дизайнер. Заслуженный художник России.

## Биография
Родился 1 августа 1939 года в г. Тбилиси Грузинской ССР.
Окончил Московский текстильный институт (факультет Прикладного искусства).
С 1969 года работал художником на Комбинате декоративно-оформительского искусства.
С 1977 года — член Союза художников СССР. Избран членом бюро секции оформительского искусства, членом ревизионной комиссии МОСХа, членом многих художественных советов МОСХа. Рафаэль Арамович — автор проектов многих павильонов на ВДНХ (ВВЦ): «Народное образование», «Товары народного потребления», «Газовая промышленность», «Здравоохранение», «Профтехобразование» и других. Участвовал в проектировании объектов административных корпусов Московского Кремля; монументально-пространственной композиции Измайловского гостиничного комплекса; здания союзных министерств нефтяной промышленности, лесной и деревообрабатывающей промышленности; Физического института им. Лебедева Академии наук; киноконцертного зала «Зарядье».
С 1985 по 1990 год является референтом по культуре Дома Советской Культуры в Югославии, где прошло свыше 10 персональных выставок живописных работ Рафаэля Арамовича. Принят в Почетные члены Союза художников Македонии, награждён Серебряной медалью Академии живописи Сербии. Р. А. Акопов — член Правления МОСХа России, Председатель Выставкома МОСХа.
В 90-е годы являлся членом коллегии Международного художественного фонда. Работы Рафаэля Акопова находятся в государственном музее, пейзажа (г. Плес), в Ставропольском Государственном музее частных коллекциях стран бывшей Югославии, в Германии, Франции, США, Норвегии, ОАЭ и других странах.
До последних дней жизни был доцентом Государственного специализированного института искусств, член правления, председателем Выставкома Московского отделения Союза художников России (МОСХ России).
Похоронен на Донском кладбище.

## Награды
- Заслуженный художник России